# Crioll
|  | Per a altres significats, vegeu Llengua criolla. |

Crioll és una persona que a l'Amèrica espanyola designava un fill de peninsulars nascut a Amèrica. Històricament, els criolls compartien, generalment, una ètnia castellana i es concentraven a les capes més altes de la societat. Contrari a la creença popular, els criolls sí podien tenir càrrecs en la política. Així mateix, tots els virregnats a Amèrica han tingut almenys un virrei crioll. També hi va haver a les Corts de Cadis presidents i diputats criolls i mestissos.
També s'usa el terme criollisme per designar el moviment dels fills de peninsulars nascuts a l'Amèrica espanyola, i que buscaven suposadament una identitat pròpia a través del passat natiu, de símbols propis i de l'exaltació de tot el relacionat amb allò americà. La seva identitat es va enfortir com a conseqüència de les reformes borbòniques que els van relegar de molts principals càrrecs polítics i eclesiàstics en Nova Espanya, situació determinant per a l'esclat del moviment insurgent i la consumació de la independència.
Els criolls d'origen espanyol controlaven bona part del comerç i de la propietat agrària, de manera que tenien un gran poder econòmic i una gran consideració social, però comunament estaven desplaçats dels principals càrrecs polítics en favor dels nascuts a Espanya.

## Història del terme
El terme crioll encobreix també una història sobre la diferència entre la pròpia identitat i les etiquetes ètniques. En la història colonial es va introduir la paraula castellana "criollo" que significava "natural de", com per exemple l'expressió "criollo de La Española". El terme, inicialment, va ser molt emprat per classificar coses provinents del Nou Món desconegudes a Europa. A partir d'aquest fet, els espanyols van aplicar el terme de forma pejorativa per als no europeus nascuts a Amèrica, especialment per als esclaus africans ("negros criollos").
Degut a aquest ús despectiu, i durant el període virregnal, els espanyols nascuts a Amèrica van rebutjar el terme i, en conseqüència, poques vegades el trobem en els documents. Durant el segle xviii, quan la cultura, les creences i les peculiaritats de la forma de parlar s'havien diferenciat prou dels models castellans com per semblar diferents als peninsulars que anaven a Amèrica, va ser habitual identificar els americans com espanyols i distingir als nascuts fora d'Amèrica com europeus o peninsulars. Durant el segle xix, a partir de les guerres d'independència, la distinció entre criolls i peninsulars va ser transformada pels historiadors nacionalistes del continent americà en un fet permanent i projectat fins als inicis del passat colonial. Al segle xx el concepte esdevé ja un anacronisme inevitable.

## Exemples d'ús modern

### Riu de la Plata
A l'Argentina i Uruguai, països que van rebre una immigració molt forta d'italians i espanyols entre 1850 i 1950, així com altres migracions posteriors a la denominació de crioll, el seu ús es documenta des del segle xix per indicar als nadius de país de raça caucàsica: un fill d'espanyols nascut al país era un crioll. Tal denominació va canviar fins a emprar-se per designar els descendents de persones que van habitar el país (i conformaven part de la seva societat, ja que els pobles indígenes conformaven les seves pròpies societats a banda) des de l'època anterior a la de l'onada immigratòria, independentment de la seva raça, diferenciant-se així dels descendents d'immigrants arribats a partir de meitat de segle xix (europeus en la seva gran majoria), els qui conformen una important porció de la població argentina i una fins i tot molt més gran en la uruguaiana (encara que amb el temps van ser barrejant amb la població autòctona criolla i, després, amb grups procedents de migracions més recents). A causa del cert grau de mestissatge que posseïen en el seu llinatge una part dels descendents d'espanyols a la regió al segle xix, alguns dels criolls no eren descendents únicament de blancs, tal com en el significat original del terme, sinó també, en major o menor mesura, d'amerindis i negres (en alguns casos amb més ascendència d'una d'aquestes dues races que de la blanca).

### Brasil
Al Brasil el terme crioulo designa persones negres o mestisses de negres. Al segle xix, els esclaus podien ser criolos (els nascuts al Brasil) o africans (nascuts a l'Àfrica, que podien no parlar portuguès ni conèixer els costums de la nova terra). Per tant, al Brasil, el terme crioulo mai s'usa per designar persones blanques, al contrari que a la resta d'Amèrica, excepte a l'estat de Riu Gran de Sud, fronterer amb l'Argentina i l'Uruguai, on algunes persones distingeixen crioulo (negre o mestís de negre) i criolo (fill d'europeus nascut a Amèrica).

### Veneçuela, l'Equador i Colòmbia
A Veneçuela, l'Equador i Colòmbia, segons el discurs oficial el terme de crioll en la parla vernacla significa idíl·licament "de la terra nostra" i és un terme suposadament inclusivista que s'aplica a tots els ciutadans, els que són "criolls" sense importar la seva regió d'origen. Segons aquesta línia oficial de la censura racial "vernacla", el rètol de "crioll" s'ha de portar amb orgull perquè històricament s'assumeixen de facto els vincles i herència espanyola i ameríndia en una mena de mestissatge que fa desaparèixer les races per fondre en una sola o "criolla". Segons aquesta versió, des del moment de la independència s'estava gestant una nació criolla amb identitat i orgull patri. És a dir, d'acord amb la lletra oficial tot el llegat natiu de la Gran Colòmbia es fon amb el virregnal i amb el crioll.
Un altre ús de la paraula crioll és per a la gallina criolla, que és més petita i que es degusta al preparar el sancocho de gallina criolla. Una cosa semblant passa amb l'ànec crioll (Cairina moschata domestica) que és l'ànec domèstic originari d'Amèrica tropical, domesticat pels indígenes des de temps precolombins. En aquests casos, el terme crioll significa vernacle o autòcton, que és l'accepció més comuna de la paraula en aquestes latituds.

### França i Portugal
A França es va denominar tradicionalment créole el blanc nascut en qualsevol de les seves colònies, encara que no fos a Amèrica. Encara en ex-colònies franceses (com Haití o el Quebec) o a les actuals dependències franceses (Guaiana francesa, Martinica, Reunió, Mayotte, Nova Caledònia, etc.) es denomina crioll a la llengua basada en el francès encara que localment diferenciada de tal idioma, les formes de cultura o les persones (gairebé sempre mestisses) en què predominen els orígens francesos.
A les ex-colònies portugueses d'Àfrica (independitzades en l'any 1974) la paraula crioll (creol, crioulo) ha tendit a designar les poblacions homogeneïtzades de "blancs" o "caucàsics" amb melanoafricans o "negres", és a dir dels anomenats tradicionalment i vulgarment "mulats", això es nota especialment a Cap Verd on tota la població és miogènica de caucàsics europeus i melanoafricans o africans "negres".

### Perú
A Perú el terme "crioll" ha seguit un curs diferent. Té diversos significats, molts dels quals no tenen valor racial, social o ètnic. Generalment s'usa com a adjectiu qualificatiu per a la música de la regió de la costa, específicament amb gèneres com "vals crioll" o marinera o tondero, o altres amb forts orígens afroperuanos, com ara el festeig o d'altres. Coneguts intèrprets d'aquesta música tenen noms com Los Embajadores Criollos, Los Troveros Criollos, Las Criollitas i altres. S'usa a més per qualificar el "menjar crioll" o menjar típic de la regió de la costa peruana com el "ceviche", o potser "xucli de gambetes" o la "gelea", etc.

### Altres països americans
En altres països del continent americà, es dona per extensió el qualificatiu de crioll a tot el produït per criolls o en l'àmbit de la "cultura criolla", per exemple: "cavall crioll", "cuina criolla", "circ crioll", "salsa criolla" o "vals crioll"; i per extensió fet al país, com a sinònim de "nacional" i en oposició a "estranger".